# Adam Rippon
Pour les articles homonymes, voir Ripon et Rippon.
Adam Rippon est un patineur artistique américain né le 11 novembre 1989 à Scranton, en Pennsylvanie aux États-Unis.
Il est double champion du monde junior en 2008 et 2009, champion des quatre continents en 2010 et champion des États-Unis en 2016.

## Biographie

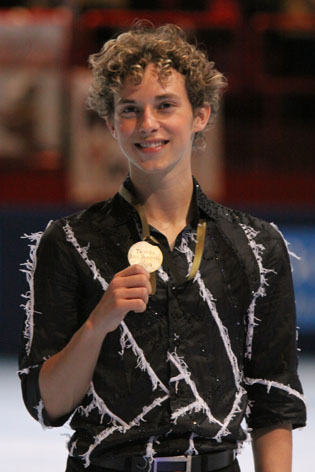
Adam Rippon sur le podium du Trophée de France en 2009.

### Carrière sportive
Il est champion des Quatre continents en 2010, et champion des États-Unis en 2016. Il est médaillé de bronze par équipe aux Jeux olympiques d'hiver de 2018.
Bien que 4e lors des championnats nationaux, il est sélectionné pour les Jeux olympiques de Pyeongchang et devient ce faisant le premier Américain à participer en ayant fait son coming out auparavant. Il ne participe pas à la rencontre avec le vice-président Mike Pence avec la délégation américaine, pour manifester son désaccord avec la politique de son gouvernement envers la communauté LGBT.
En 2018, il participe et remporte la 26e saison de Dancing with the Stars avec comme partenaire Jenna Johnson (en), et intègre quelques mois plus tard le jury de la version Juniors.
Adam Rippon officialise la fin de sa carrière le lundi 19 novembre 2018, à l'âge de 29 ans.

### Vie privée
Il fait état de son homosexualité en octobre 2015,.

## Palmarès
| Compétition                        | 2008    | 2009    | 2010    | 2011    | 2012    | 2013    | 2014    | 2015    | 2016    | 2017    | 2018    |  |  |  |
| Jeux olympiques d'hiver            |         |         |         |         |         |         |         |         |         |         | 10e     |  |  |  |
| Championnats du monde              |         |         | 6e      |         | 13e     |         |         | 8e      | 6e      |         | F       |  |  |  |
| Championnats des Quatre Continents |         |         | 1er     | 5e      | 4e      | F       | 8e      | 10e     |         |         |         |  |  |  |
| Championnats des États-Unis        |         | 7e      | 5e      | 5e      | 2e      | 5e      | 8e      | 2e      | 1er     | F       | 4e      |  |  |  |
| Championnats du monde juniors      | 1er     | 1er     |         |         |         |         |         |         |         |         |         |  |  |  |
|                                    |         |         |         |         |         |         |         |         |         |         |         |  |  |  |
| Grand Prix ISU                     | 2007/08 | 2008/09 | 2009/10 | 2010/11 | 2011/12 | 2012/13 | 2013/14 | 2014/15 | 2015/16 | 2016/17 | 2017/18 |  |  |  |
| Finale du Grand Prix               |         |         |         |         |         |         |         |         |         | 6e      | 5e      |  |  |  |
| Skate America                      |         | 8e      |         | 4e      |         |         | 2e      |         |         | 3e      | 2e      |  |  |  |
| Skate Canada                       |         |         |         | 3e      | 4e      |         |         | 10e     | 4e      |         |         |  |  |  |
| Coupe de Chine                     |         |         |         |         |         | 4e      |         |         |         |         |         |  |  |  |
| Trophée de France                  |         |         | 3e      |         | 4e      |         |         | 5e      |         | 3e      |         |  |  |  |
| Coupe de Russie                    |         | 5e      |         |         |         |         |         |         | 4e      |         |         |  |  |  |
| Trophée NHK                        |         |         | 6e      |         |         | 8e      | 4e      |         |         |         | 2e      |  |  |  |
| Légende : F = Forfait              |         |         |         |         |         |         |         |         |         |         |         |  |  |  |